# Sinfonie in drei Sätzen (Strawinsky)
Die Sinfonie in drei Sätzen (im Original Symphony in Three Movements) ist ein Werk des russischen Komponisten Igor Strawinsky (1882–1971), das in den USA als Auftragskomposition entstand und 1946 in New York zur Uraufführung gelangte.

## Entstehung und Uraufführung
Igor Strawinsky war 1939 in die USA übersiedelt und nahm 1945 die amerikanische Staatsbürgerschaft an. Von der Philharmonic Society of New York mit einem Orchesterwerk beauftragt, griff Strawinsky bei der zwischen 1942 und 1945 erfolgten Komposition auf ein 1942 geplantes Klavierkonzert zurück, das in den 1. Satz einfloss, außerdem auf eine 1943 begonnene, aber nie zu Ende geführte Filmmusik, die im 2. Satz aufging.
Am 24. Januar 1946 fand die Uraufführung der Symphony in Three Movements statt, gespielt von den New Yorker Philharmonikern unter Leitung des Komponisten (im gleichen Jahr erschien als Nachproduktion der Uraufführung eine erste Schallplatteneinspielung bei Columbia/CBS). Die deutsche Erstaufführung folgte 1948 bei den Kranichsteiner (Darmstädter) Ferienkursen unter Leitung von Werner Egk.

## Besetzung und Aufführungsdauer
Die Partitur sieht ein Orchester folgender Besetzung vor: Piccoloflöte, 2 Flöten, 2 Oboen, 3 Klarinetten (3. auch Bassklarinette), 2 Fagotte, Kontrafagott, 4 Hörner, 3 Trompeten, 3 Posaunen, Tuba, Pauken, Große Trommel, Klavier, Harfe und Streicher.
Die Aufführungsdauer beträgt etwa 24 Minuten.

## Charakterisierung
Der mit einem signalartigen Hauptthema beginnende toccatenartige 1. Satz (Overture, Allegro) nutzt Elemente der Sonatenhauptsatzform (zwei getrennte Expositionen mit gemeinsamer Reprise) und weist dem Klavier anspruchsvolle solistische Aufgaben zu. Damit lässt er den ursprünglichen Plan Strawinskys, ein Klavierkonzert zu schreiben, erkennen. Mit rund 12 Minuten Spieldauer ist er etwa gleich lang wie die beiden folgenden Sätze zusammen.
Im 2. Satz (Andante) tritt die Harfe (daneben auch die Flöten) bei reduzierter Orchesterbesetzung solistisch hervor, allerdings ohne die typischen Harfeneffekte wie Arpeggio oder Glissando, sondern in linear geführtem Part. In diesen Satz floss eine 1943 für die Szene der Marienerscheinung komponierte (jedoch nicht beendete) Musik zum Hollywood-Film The Song of Bernadette, nach dem Roman Franz Werfels Das Lied von Bernadette, ein. Der Satz ist dreiteilig, der dritte Teil ist eine verkürzte Wiederholung des ersten. Ein kurzes akkordisches Zwischenspiel (Interlude – L'istesso tempo) leitet ohne Pause in den 3. Satz über.
Der Schlusssatz (Con moto) bettet Harfe und Klavier in den vollen Orchestersatz ein. In seiner dynamischen Kraft und Betonung des rhythmischen Elements erinnert er an die 1913 uraufgeführte Ballettmusik Le sacre du printemps. Ein Fugato (Alla breve) führt zur wirkungsvollen Schlussstretta, die mit einer Des-Dur-Akkordfolge schließt.
Im Programmheft der Uraufführung schrieb Strawinsky: Der Sinfonie liegt kein Programm zugrunde, es wäre vergeblich, ein solches in meinem Werk zu suchen. Allerdings mag es sein, daß die Reaktion, die unsere schwierige Zeit mit ihren heftigen und wechselnden Ereignissen, ihrer Verzweiflung und Hoffnung, ihrer unausgesetzten Peinigung, ihrer Anspannung und schließlich Entspannung bei mir ausgelöst hat, seine Spuren in dieser Sinfonie hinterlassen hat. Andererseits gab er auf dem Cover der zweiten Platteneinspielung unter seiner Leitung 1961 (wiederum bei Columbia/CBS) an, sich genau zu erinnern, daß und wie jede Episode in dieser Sinfonie in meiner Vorstellung mit einem spezifisch kinematographischen Eindruck des Krieges verbunden ist.